# Коста Томашевич
Коста Томашевич (сербохорв. Kosta Tomašević, 25 липня 1923, Старі Бановці — 13 березня 1976, Белград) — югославський футболіст, що грав на позиції нападника за «Црвену Звезду» і «Спартак» (Суботиця), а також національну збірну Югославії, у складі якої був учасником чемпіонату світу 1950 року.

## Клубна кар'єра
Народився 25 липня 1923 року. Вихованець клубу БСК «Белград».
У дорослому футболі дебютував у повоєнний час, 1946 року, виступами за команду клубу «Црвена Звезда», в якій провів вісім сезонів, взявши участь у 110 матчах чемпіонату. У складі «Црвени Звезди» був одним з головних бомбардирів команди, маючи середню результативність на рівні 0,69 голу за гру першості.
Завершив ігрову кар'єру у клубі «Спартак» (Суботиця), за команду якого виступав протягом 1954—1956 років.
Помер 13 березня 1976 року на 53-му році життя у місті Белград.

## Виступи за збірну
1946 року дебютував в офіційних матчах у складі національної збірної Югославії. Протягом кар'єри у національній команді, яка тривала 6 років, провів у формі головної команди країни 10 матчів, забивши 5 голів.
У складі збірної був учасником футбольного турніру на Олімпійських іграх 1948 року в Лондоні, де разом з командою здобув «срібло», а також чемпіонату світу 1950 року в Бразилії. На «мундіалі» забив по одному голу в іграх групового етапу проти Швейцарії (3:0) і Мексики (4:1). Проте вирішальну гру першого групового етапу югослави програли господарям змагання (0:2) і посіли лише друге місце у своїй групі, що за тогочасним регламентом не дозволяло продовжити боротьбу на турнірі.

## Титули і досягнення
- Чемпіон Югославії (2):

«Црвена Звезда»: 1951, 1952-1953
- Володар Кубка Югославії (3):

«Црвена Звезда»: 1948, 1949, 1950
- Срібний олімпійський призер: 1948